# Jagodzianki
Jagodzianki – utwór polskiego rapera Malika Montany oraz rapera Mr. Polska, wydany w kwietniu 2019 roku, pochodzący z albumu Import/Export.
Nagranie uzyskało status poczwórnej platynowej płyty (2020). Utwór zdobył ponad 52 milionów wyświetleń w serwisie YouTube (2023) oraz ponad 10 miliony odsłuchań w serwisie Spotify (2023).
Producentem utworu jest Abel de Jong.

## Twórcy
- Malik Montana, Mr. Polska – słowa[1][2]
- Abel de Jong – producent[1]